# Laurentius Blumentrost
Laurentius Blumentrost (orosz nyelven: Лаврентий Лаврентьевич Блументрост; Moszkva, 1692. november 8. – Szentpétervár, 1755. június 6.) orosz császári állami személyiség, Nagy Péter cár személyes orvosa, a Szentpétervári Tudományos Akadémia alapítója és első elnöke 1725. december 7-től 1733. június 6-ig.

## Életpályája
Laurentius Blumentrost 1692. október 29-én (Julián-naptár) vagy november 8-án (Gergely-naptár) született Moszkvában. Apja, az idősebb Laurentius Blumentrost német származású férfi, Alekszij cár személyes orvosa volt. Laurentius latinra és görögre tanította fiát, aki később Justus Samuel Scharschmidtnél és Glück lelkész lutheránus iskolájában tanult a moszkvai német településen. 1706-ban kezdett egyetemre járni Halléban, majd Oxfordban, végül Leidenben, ahol Herman Boerhaave-nél tanult, 1713-ban megvédte De secretione animali című értekezését, és 1714-ben orvosi diplomát szerzett.

## Mint Udvari orvos
Oroszországba visszatérve Blumentrost Natalia hercegnőnek, Alekszej cár lányának és Nagy Péter cár húgának, Natalia hercegnőnek a személyes orvosává nevezték ki. [A tanulmányait át kellene nézni, mert fentebb Halle, Oxford és Leiden szerepel] Tanulmányait Párizsban és Amszterdamban folytatta (Frederik Ruyschnál, akitől az orosz kormány nevében anatómiai mintákat vásárolt a Kunstkamera számára). Szentpétervárra való visszatérése után Nagy Péter az Olonyec kormányzóságba küldte, hogy tanulmányozza a Kondopozski kerületben lévő Marcial ásványvízforrásokat.
Amikor Robert Erskine, a cár skót származású személyi orvosa 1718-ban meghalt, Blumentrostot nevezték ki erre a posztra. Titkára Erskine asszisztense, Johann Daniel Schumacher maradt, aki a Strasbourgi Egyetemen tanult, és Erskine alatt a császári könyvtár és a Kunstkamera vezetője volt.

## Tudományos Akadémia
Laurentius Blumentrost 1724-ben a cár utasítására megalapította a Szentpétervári Tudományos Akadémiát. Az első ülést Péter halála után, 1725. november 12-én tartották, és decemberben hivatalosan is megnyílt, első elnöke Blumentrost volt. A tagok többségét külföldről toborozta; Christian Wolff filozófus segítségével sikeresen meghívta többek között a Bernoulli testvéreket, Nicholas Bernoulli-t és Daniel Bernoulli-t, Christian Goldbachot, Georg Bilfinger orvost, Joseph De L'Isle csillagászt és geográfust, valamint Gerhard Müller történészt. 1727-ben pedig Leonhard Euler csatlakozott az akadémiához Blumentrost meghívására, Daniel Bernoulli útján küldött levelében.
Laurentius Blumentrost az akadémia elnöke maradt I. Katalin cárnő alatt; amikor őt II. Péter cár követte, 1728-ban követte az udvart Moszkvába, miután aláírta azt a rendeletet, amelynek értelmében Schumacher maradt az akadémia élén, és három akadémikust neveztek ki 4 hónapos időtartamra a helyettesévé. Ez viszálykodáshoz vezetett a tagok között. A cár halála után Blumentrost elvesztette befolyását. Nicolaas Bidloo nem helyeselte kezelési módszereit, és nem mert megjelenni az új cárnő, Anna előtt. Az akadémia elnöke maradt 1733-ig, majd visszatért Szentpétervárra, ahol a cárnő húgának, Katalin Ivanovna mecklenburgi hercegnőnek a palotájában lakott.

## Nyugdíjba vonulása és halála
A mecklenburgi hercegné 1733. június 14-én halt meg. A császárné vizsgálatot rendelt el Blumentrost ellen; nem találtak nála hibát, de június 19-re megfosztották tisztségeitől és jövedelmétől, és kiutasították Szentpétervárról. Néhány évig Moszkvában élt és magánorvosi praxist vezetett. 1738-ban Johann Bernhard Fischer főorvos pártfogása alatt a moszkvai katonai kórház főorvosa és a kórházi iskola igazgatója lett. Anna cárnő nem bízott Blumentrostban, főként Nagy Péter és Katalin két lánya, Anna és Erzsébet iránti rajongása miatt. Amikor Erzsébet császárnő lett, újra a királyi kegyek közé került. Visszaállította államtanácsi rangját és megemelte fizetését. 1754-ben kinevezték az újonnan megnyílt moszkvai egyetem kurátorává.
Blumentrost 1755. március 27-én halt meg Szentpéterváron hidrothoraxban. A vendégszerető Szent Sámson templomban, a mai Szent Sámson-székesegyházban temették el.
Blumentrost testvérei, Ivan (Johannes Deodatus vagy Johann Deodat; 1676-1756) és Christian szintén udvari orvosok voltak. Iván I. Péter személyes orvosa is volt (valamint tábori orvosa és archiátora), és Halle-ban és Leidenben is tanult. Anna császárnő alatt kiesett a kegyeiből, és 1756-ban szegénységben halt meg; Laurentiusszal egy sírba temették.

## Fordítás
- Ez a szócikk részben vagy egészben  a   Laurentius Blumentrost című angol Wikipédia-szócikk fordításán alapul.  Az eredeti cikk szerkesztőit annak laptörténete sorolja fel. Ez a jelzés csupán a megfogalmazás eredetét és a szerzői jogokat jelzi, nem szolgál a cikkben szereplő információk forrásmegjelöléseként.